# Heida Mobeck

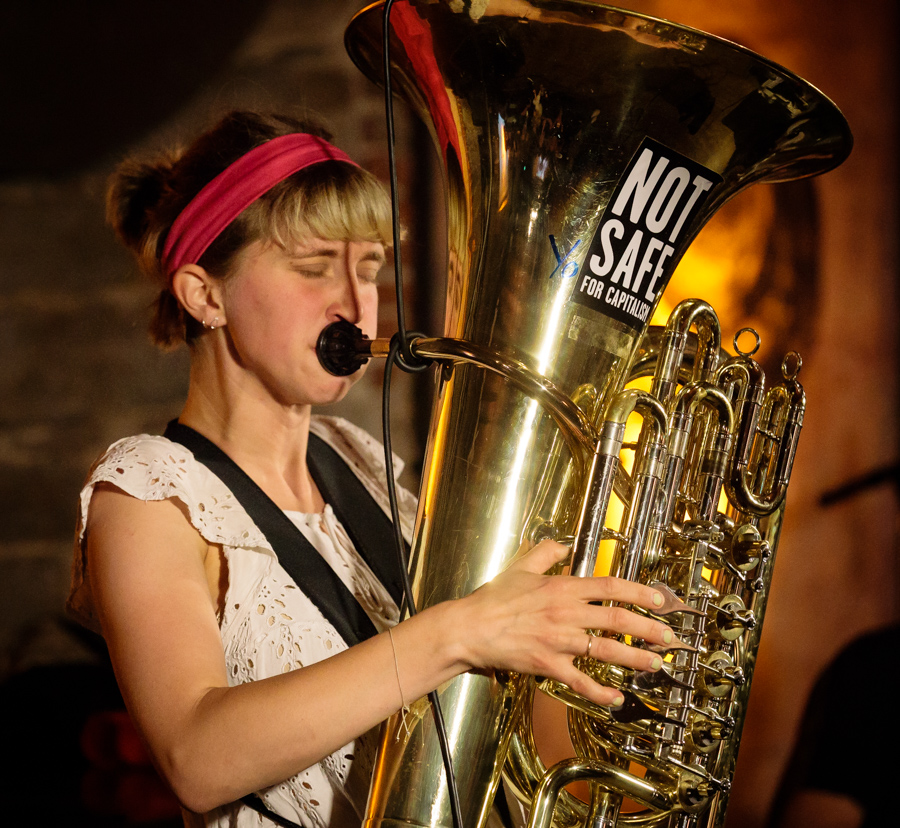
Heida Mobeck (2017)

Heida Karine Johannesdottir Mobeck (* 7. Mai 1987 in Trondheim) ist eine norwegische Jazz- und Improvisationsmusikerin (Tuba, auch Bassgitarre, Komposition) und Designerin.

## Leben und Wirken
Mobeck ist die Tochter zweier norwegischer Künstler. Sie studierte Musiktechnologie im Jazz-Programm am Musikkonservatorium (Institutt for musikk, NTNU) in Trondheim. Bereits während des Studiums gehörte sie zu Bands mit Kommilitonen wie „Your Headlights Are On“, „Avalanche“, „Skadedyr“ und „Hanna Paulsberg Concept“. Sie nahm weiterhin mit Fire! Orchestra, Joel and The Never-ending Sextet, Kalle, Kjellerbandet, Lav Sol, Mummu, Ósk, Snøskred, Spacemusic Ensemble und dem Trondheim Jazz Orchestra auf.
Mobeck bildete mit der Keyboarderin Anja Lauvdal das Duo Skrap, das 2015 mit dem Sparebank 1 JazZstipendiat ausgezeichnet wurde. Im Quartett mit Hans Hulbækmo und Lars Ove Fossheim traten sie 2019 bei Jazzahead auf. Weiterhin ist sie auf dem Album Banshee von Signe Emmeluth zu hören.

## Diskographische Hinweise
- Skrap K.O. (Va Fongool 2013)[4]
- Anja Lauvdal & Heida Karine Johannesdottir: The Big Bounce (+3dB Records 2020)
- Heida og Lars Ove: Fomo-sessions (Pluritone 2023)